# مالكوم بيرن (كاتب أغاني)
مالكوم بيرن هو مهندس وكاتب أغاني ومنتج أسطوانات ومغني ومهندس الصوت كندي، ولد في 4 أكتوبر 1960 في كورنوال في كندا.

## وصلات خارجية
- الموقع الرسمي
- مالكوم بيرن على موقع IMDb (الإنجليزية)
- مالكوم بيرن على موقع ميوزك برينز (الإنجليزية)
- مالكوم بيرن على موقع أول ميوزيك (الإنجليزية)
- مالكوم بيرن على موقع ديسكوغز (الإنجليزية)